# António Isidoro da Fonseca
António Isidoro da Fonseca foi um tipógrafo português que em 1747 estabeleceu uma tipografia no Brasil, no Rio de Janeiro.  A tipografia foi fechada ainda no mesmo ano por ordem da Corte Portuguesa.  As poucas obras que ele chegou a produzir constituem os mais antigos livros impressos no Brasil que chegaram até nós. (Acredita-se que outra tipografia tenha funcionado no Recife cerca de 40 anos antes, em vista de uma Carta Real de 8 de junho de 1706 proibindo e confiscando o material impresso; mas desconhece-se o nome desse tipógrafo, e nenhuma de suas obras — alguns sermões e letras de câmbio — sobreviveu.)

## Atuação em Portugal
António Isidoro era reconhecido tipógrafo em Lisboa, tendo sido considerado um dos dez maiores editores portugueses da "fase esplendorosa" do reinado de Dom João V (1707-1750).   Porém, ele teve problemas com a inquisição, por ter sido o editor de Antônio José da Silva, "o Judeu".

## Mudança para o Rio de Janeiro
Por receio da Inquisição ou outras razões, em 1746 António Isidoro vendeu sua gráfica de Lisboa e mudou-se para o Brasil a convite do governador do Rio de Janeiro e de Minas Gerais, Gomes Freire de Andrade, futuro Conde de Bobadela, que estava interessado em estimular a vida intelectual da cidade do Rio. Ele chegou à cidade em 1º de dezembro de 1746.

## Obras impressas no Brasil
A primeira obra impressa por António Isidoro no Brasil foi um folheto relatando as homenagens e andanças do recém-nomeado bispo do Rio De Janeiro, Antonio do Desterro Malheyro, desde sua chegada até sua "entrada" oficial — isto é, seu traslado cerimonial, "pontificalmente vestido" do Mosteiro de São Bento onde estava hospedado até a Sé do bispado. É possível que o bispo tenha chegado ao Brasil no mesmo navio que António Isidoro. O folheto foi escrito por Luiz Antonio Rosado da Cunha, Juiz de Fora e Provedor de Defuntos e Ausentes 
O texto da "Entrada" foi examinado por um padre de nome Christovão Cordeiro, e a impressão da "Entrada" foi autorizada pelo próprio bispo Malheyro em 18 de janeiro de 1747.  Os exemplares impressos foram conferidos e achados "conforme o seu original" pelo padre Christovão em 7 de fevereiro, em vista do que o bispo concedeu nesse mesmo dia a autorização para distribuição.
Outras obras impressas por António Isidoro no Rio foram dois conjuntos de poemas: um "Aplauso" sob a forma de "romance heróico", e uma coleção de "Epigramas", ambos em homenagem ao mesmo bispo Malheyro.  Ele imprimiu também uma tese "Hoc est Conclusiones metaphysicae de ente reali" do padre jesuíta Francisco de Faria. 
A produção da tipografia de António Isidoro talvez inclua mais dois livros-textos, o "Exame de Artilheiros" e o "Exame de Bombeiros", de autoria do Sargento-mor José Fernandes Pinto Alpoim, professor da Escola de Artilharia do Rio de janeiro e auxiliar próximo do governador Gomes Freire de Andrade.  Embora seus frontispícios afirmem que esas obras foram impressas por outras tipografias espanholas entre 1748 e 1750, semelhanças tipográficas levaram pesquisadores a propor que elas foram impressas com o mesmo equipamento de António Isidoro, talvez depois de sua volta a Portugal, com atribuições falsas para evitar problemas legais.

## Fechamento
A tipografia de António Isidoro foi fechada ainda no mesmo ano de sua abertura, por uma ordem da Corte portuguesa de 10 de maio de 1747.
A ordem determinava que quaiquer equipamentos tipográficos nas colônias fossem despachados para Portugal, "por conta e risco de seos donnos, a entregar a quem elles quiserem", e proibia autoridades locais de autorizar a impressão de livros sob pena de prisão e deportação.

O fechamento da gráfica de António Isidoro enquadrava-se dentro de uma política geral de proibição de atividades fabris nas colônias, e das regras específicas para publicação de livros vigentes.  Na época, a  impressão de um livro exigia o exame prévio do Santo Ofício, atestando que o texto a ser impresso não continha nada contra a fé ou bons costumes; e a verificação da fidelidade de impressão por oficiais civis do Desembargo do Paço. Não está claro se o bispo do Rio de Janeiro e os oficiais locais, que autorizaram os primeiros livros de António Isidoro, tinham autoridade para exercitar essas funções; em todo caso a ordem de maio de 1747 desautorizou-os explicitamente nesse sentido. O fechamento também atendia às corporações de livreiros e tipógrafos da Metrópole, que defendiam zelosamente seus privilégios contra a concorrência de gráficas estrangeiras.

## De volta a Portugal
Em 1750, três anos depois de retornar a Portugal, António Isidoro solicitou licença a D. João V para instalar novamente sua impressora na colônia, no Rio de Janeiro ou em Salvador, prometendo jamais imprimir sem as devidas licenças civis e eclesiásticas. Em sua petição, António alegou dificuldades financeiras para se estabelecer novamente em Lisboa já que tinha se desfeito de sua casa e oficina para pagar credores. Porém, a licença não lhe foi concedida. 